# 浪花伊呂波節
《浪花伊呂波節》（日语：浪花いろは節），為日本男偶像團體關西傑尼斯8的出道單曲。

## 概要
- 團體名由原先的「関ジャニ8」改為「関ジャニ∞」之後正式CD出道。初回限定盤另收錄同事務所的團體NEWS及KAT-TUN給關8的出道祝福。
- 於大阪府、京都府、滋賀縣、奈良縣、兵庫縣、和歌山縣等關西地區限定發行的關西版首次進榜即拿下Oricon單曲榜演歌・歌謠部門的第1名、綜合部門第5名的。另外，是繼城之内早苗的「あじさい橋」（1986年）、中澤裕子的「カラスの女房」（1998年）、島谷ひとみ的「大阪の女」（1999年）之後，日本唱片史上第4張以演歌・歌謠部門為出道曲，並於首次進榜即拿下第1名紀錄的單曲。[1]
- 9月22日發行的全國版更創下單周第1名的紀錄，是繼石原裕次郎的「北の旅人」（1987年）之後，相隔17年又1個月的演歌與綜合榜雙冠。

## 收錄歌曲
1.浪花いろは節 
- 作詞: MASA、作曲・編曲: 馬飼野康二
- 以河內音頭為基調並穿插RAP的新式演歌。主唱為澀谷昴，RAP的部分由丸山隆平、安田章大擔任。
- 另於迷你專輯『感謝＝∞』中，另收錄與單取不同版本的「浪花いろは節 （Winter Rock Mix）」。

2.Cool magic city 
- 作詞: TAKESHI、作曲: 関淳二郎、編曲: 吉岡たく
- 原本就是關8於還隸屬於小傑尼斯時代的歌曲，但因為要收錄在單曲中，於是將原先歌詞裡有出現摩托車製造商名字「ベスパ(Visper)」的部分歌詞作了變更。

3.浪花いろは節 （Original KARAOKE）

## 外部連結
- 浪花伊呂波節 （日語）